# Babylon (Domažlice)
Babylon es una localidad del distrito de Domažlice en la región de Pilsen, República Checa, con una población estimada a principio del año 2018 de 309 habitantes. 
Se encuentra ubicada al oeste de la región, cerca de la frontera con el estado alemán de Baviera.